# 陸氏集團
陸氏集團(越南控股)有限公司（港交所：0366），是首家香港上市投資越南企業公司，是在1975年7月25日以「隆氏實業」由陸擎天先生（已故）及配偶鄭嬙女士創立，當時是主要從事電子業務，在1987年1月7日於香港交易所主板上市，
是首家自從1979年開始改革開放以來，進入中國內地市場投資。

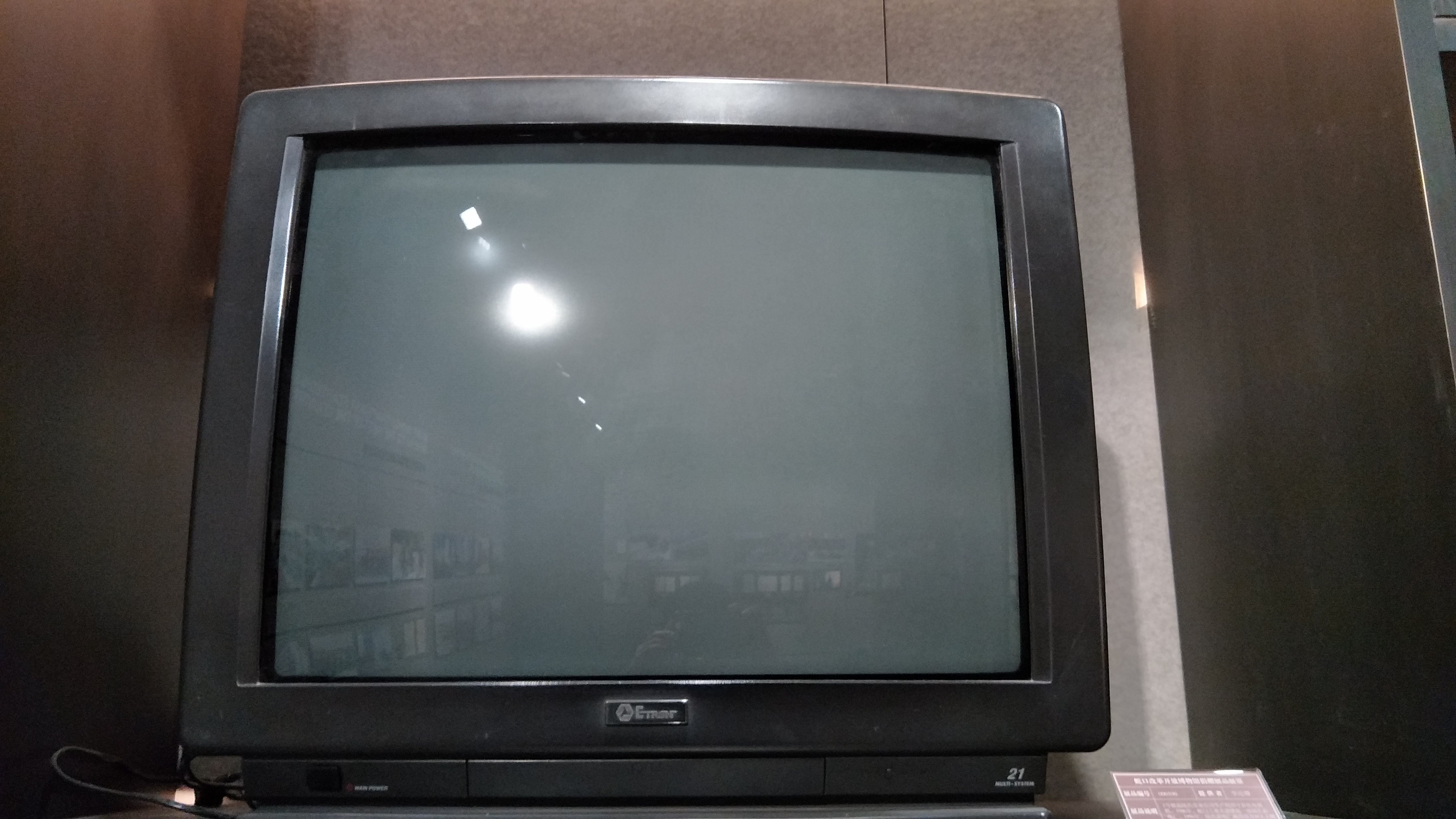
陆氏实业在蛇口工厂生产的佳丽彩（佳乐）电视

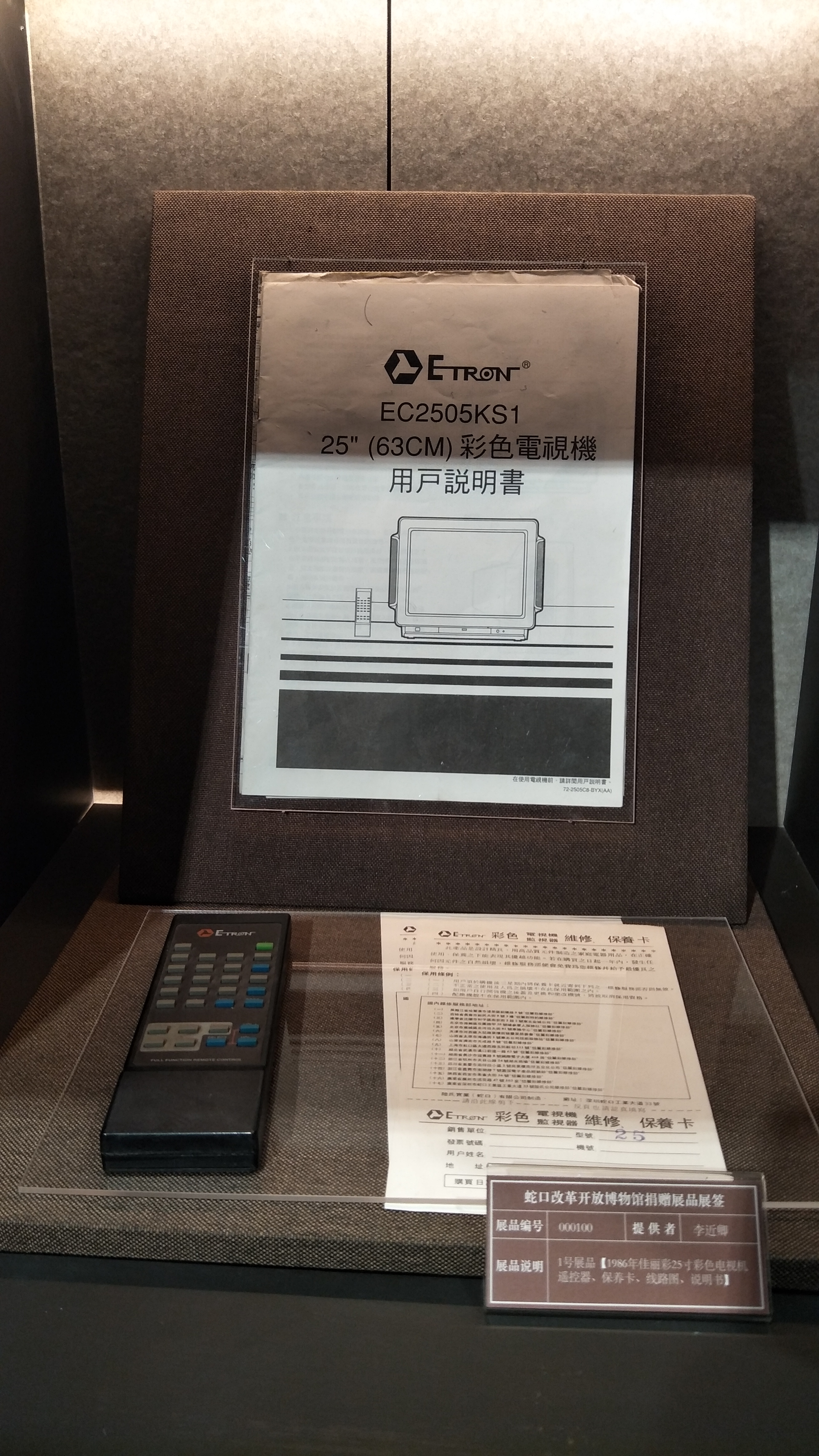
佳丽华（佳乐）电视遥控板及说明书

當時原來工廠位於深圳蛇口、寶安等地區。1981年在深圳成立合營企業，名為深圳中恆華發電子股份有限公司（當時為深圳華發電子有限公司）(深圳A股：000020.SZ、深圳B股：200020.SZ)，並在深圳證券交易所上市，直至2001年11月出售，數年後，由於需要面對本地製造商的劇烈競爭，已開始分散投資中國地產業務（已出售）。
1991年，開始進軍越南市場投資，包括電子公司（已出售）、地產（資產包括西貢交易廣場股權）、水泥廠（資產包括陸氏水泥股份有限公司、順化省水泥廠等股權）。
1996年，開始將其電視製造業務，主要包括於香港及蛇口的工廠，及越南的營運，與TCL集團有限公司合併組成一間合營公司，名為TCL國際控股有限公司（TCL多媒體控股有限公司前身）(1070.HK)，直至1999年11月26日全部股權出售。
主要製造及銷售水泥產品、保健護理產品、電子產品、夾板及木製產品，物業投資及投資控股。

## 股價
在股價方面，因為開拓越南更多投資產業，股價由2006年平安夜的3.5港元，急漲至2007年5月份的14.45港元。

## 相關資料
- 陸氏實業增加越南土儲，考慮擴充水泥廠年產能增加１３０萬噸（摘自雅虎）
- 時富姚浩然論港股高開／上市公司專訪：陸氏集團越南(366)執行董事陸峯 （页面存档备份，存于）（摘自香港電台）
- 越南概念股守得雲開見月明 （页面存档备份，存于）（摘自太陽報）